# Actinomycine D
L’actinomycine D, ou dactinomycine (DCI), est un antibiotique peptidique isolé en 1940 à partir de bactéries du genre Streptomyces. C'est l'un des premiers antibiotiques pour lesquels on a mis en évidence des propriétés anticancéreuses et c'est l'un des plus anciens traitements chimiothérapeutiques. Elle a pour effet de bloquer la transcription de l'ADN en ARN messager par l'ARN polymérase en se fixant au voisinage du promoteur.

## En médecine
L'actinomycine D est administrée par injection intraveineuse et utilisée dans la prise en charge d'un large éventail de cancers, dont :
- les maladies trophoblastiques gestationnelles[6] ;
- la môle hydatiforme (grossesse môlaire) maligne[7] ;
- la tumeur de Wilms[8] (néphroblastome) ;
- le rhabdomyosarcome[9] ;
- le sarcome d'Ewing[10].

Elle peut être associée à d'autres médications telles que la vincristine et le cyclophosphamide dans les traitements de ces deux dernières maladies.
Elle peut également être utilisée pour accroître l'efficacité des radiothérapies en limitant l'hyperplasie des tissus néoplasiques induite par la réparation des effets du rayonnement.
Elle peut provoquer un certain nombre d'effets secondaires tels que l'aplasie médullaire, la fatigue, l'alopécie, l'aphte, l'anorexie et la diarrhée. L'actinomycine D est par ailleurs un vésicant en cas d'extravasation.

## En recherche
L'actinomycine D peut être utilisée en biologie moléculaire comme un anti-mitotique, et un agent intercalant de l'ADN, bien que l'hydroxyurée soit plus pratique en laboratoire comme inhibiteur de la réplication de l'ADN.
Elle est utilisée, ainsi que son dérivé fluorescent la 7-aminoactinomycine D (7-AAD), pour marquer les échantillons biologiques pour les applications de microscopie et de cytométrie en flux. Leur affinité pour les régions riches en paires de bases G–C en font d'excellents marqueurs pour l'ADN. Le 7-AAD se lie à l'ADN monocaténaire, ce qui en fait un outil utile pour étudier l'apoptose et distinguer les cellules vivantes des cellules mortes.